# Tithorea melini
Tithorea melini är en fjärilsart som beskrevs av Felix Bryk 1953. Tithorea melini ingår i släktet Tithorea och familjen praktfjärilar. Inga underarter finns listade i Catalogue of Life.